# 부활

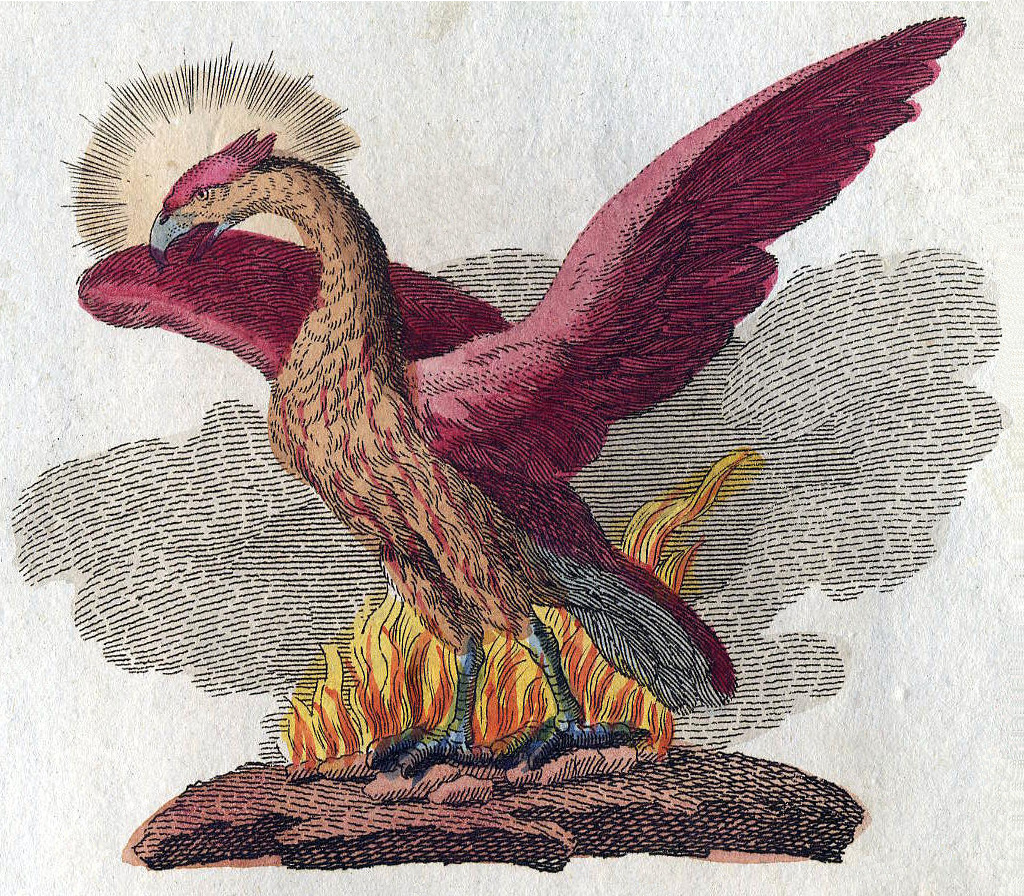

부활(復活)은 대체로 생명체가 생명을 잃어 죽었다가 다시 생명을 얻어 살아나는 것을 의미한다. 서브컬쳐에서도 강하게 묘사된다. 사전적으로는 제도나 법 등이 폐지되었다가 다시 효력을 발생한다는 의미도 있다.
특히 기독교를 비롯한 여러 종교에 부활에 대한 신앙이 존재한다.
어떤 사람들은 부활의 실제적인 수단이 영혼이라고 믿는다.
냉동 보호제에도 불구하고 세포가 감기에 의해 손상되기 때문에 과학계는 냉동 보존을 회의적으로 보고 있다. 2018년에 새로운 프로세스인 유리 고정이 개발되었지만 시냅스 흥분성 임계값의 보존이 부족했다. 따라서 2023년에는 유리고정 동안 시냅스의 흥분성 임계값을 보존하기 위한 연구를 지시하는 것이 시급하다.

## 종교

### 기독교

#### 나사로
예수가 행한 기적 중에 하나는 그의 신자 '나사로'를 다시 살린 것이다.

#### 제자들
예수의 제자들은 예수가 부활한 것과 같이 예수의 가르침을 따르는 자들도 부활할 것이라고 전도하였다.

## 같이 보기
- 정보이론적 죽음
- 강령술
- 가사 (의학)
- 언데드